# Hedonic Tone
Albums de Betty Goes Green
Hand Some
(1994) The Well
(1998)
Hedonic Tone, sorti en 1996, est le quatrième album du groupe de rock belge Betty Goes Green.

## L'album
Un pas en arrière pour Betty Goes Green : le groupe quitte une major, BMG, pour un petit label, B Track.
Premier album dans une formule à quatre qui durera jusqu'à la fin du groupe.
Tous les titres ont été composés par le groupe. Toutes les paroles sont de Luc Crabbé et Nathalie Duyver.

## Les musiciens
- Luc Crabbé : voix, guitare
- Tony Gezels : basse
- Joël Bacart : batterie
- Nathalie Duyver : piano, claviers, voix

## Liste des titres
1. Silent Movie - 4 min 34 s
2. Open Windows - 4 min 06 s
3. Get Mad - 2 min 58 s
4. Crush and Break It - 3 min 36 s
5. Show - 3 min 50 s
6. Burn - 4 min 05 s
7. Don't - 4 min 47 s
8. Curtains - 4 min 19 s
9. Ring Ring  - 4 min 26 s
10. Circles - 3 min 29 s
11. Hedonic Tone - 2 min 51 s

## Informations sur le contenu de l'album
- Get Mad et Ring Ring seront les singles de l'album.
- Frank Duchêne joue des claviers sur Curtains et Ring Ring.